# Ango (cráter)

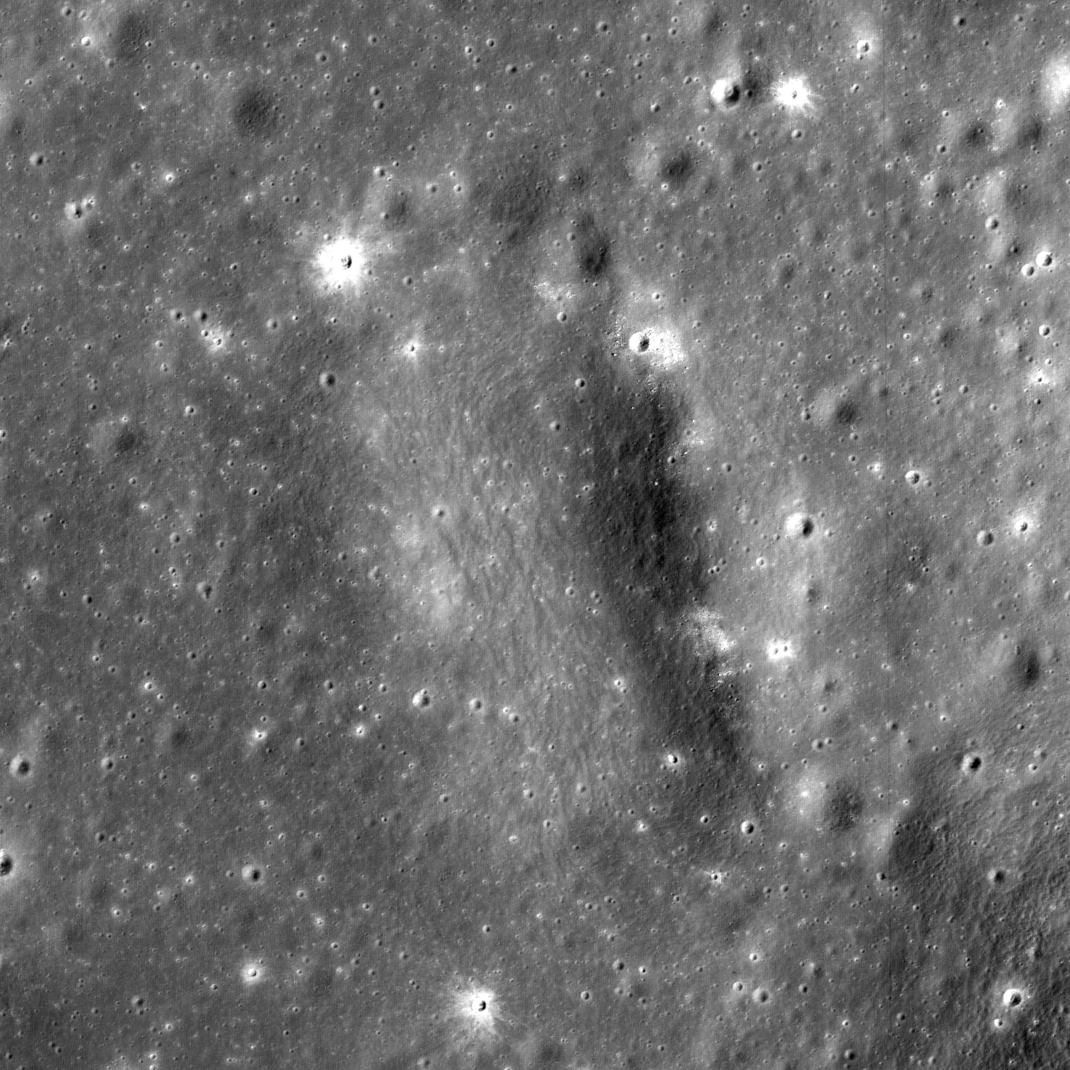
Imagen de la misión LRO

Ango es un pequeño cráter de impacto perteneciente a la cara visible de la Luna. Sus vecinos más cercanos son los cráteres Rosa al norte y Jehan al oesnoroeste. Al norte del cráter se halla el Mons Vinogradov; al noreste aparece la Rima Euler; y en el sur la Rima Wan-Yu y la Catena Pierre.
|  |

El cráter tiene una forma alargada, asociada probablemente con el bajo ángulo de colisión del impacto que lo formó. La altura de la eje sobre el terreno circundante es de unos 40 metros.
Su designación hace referencia a un nombre originalmente no oficial rotulado en la página 39C2/S1 de la serie de planos del Lunar Topophotomap de la NASA. Fue adoptada por la UAI en 1976.